# Consejo del Atlántico Norte

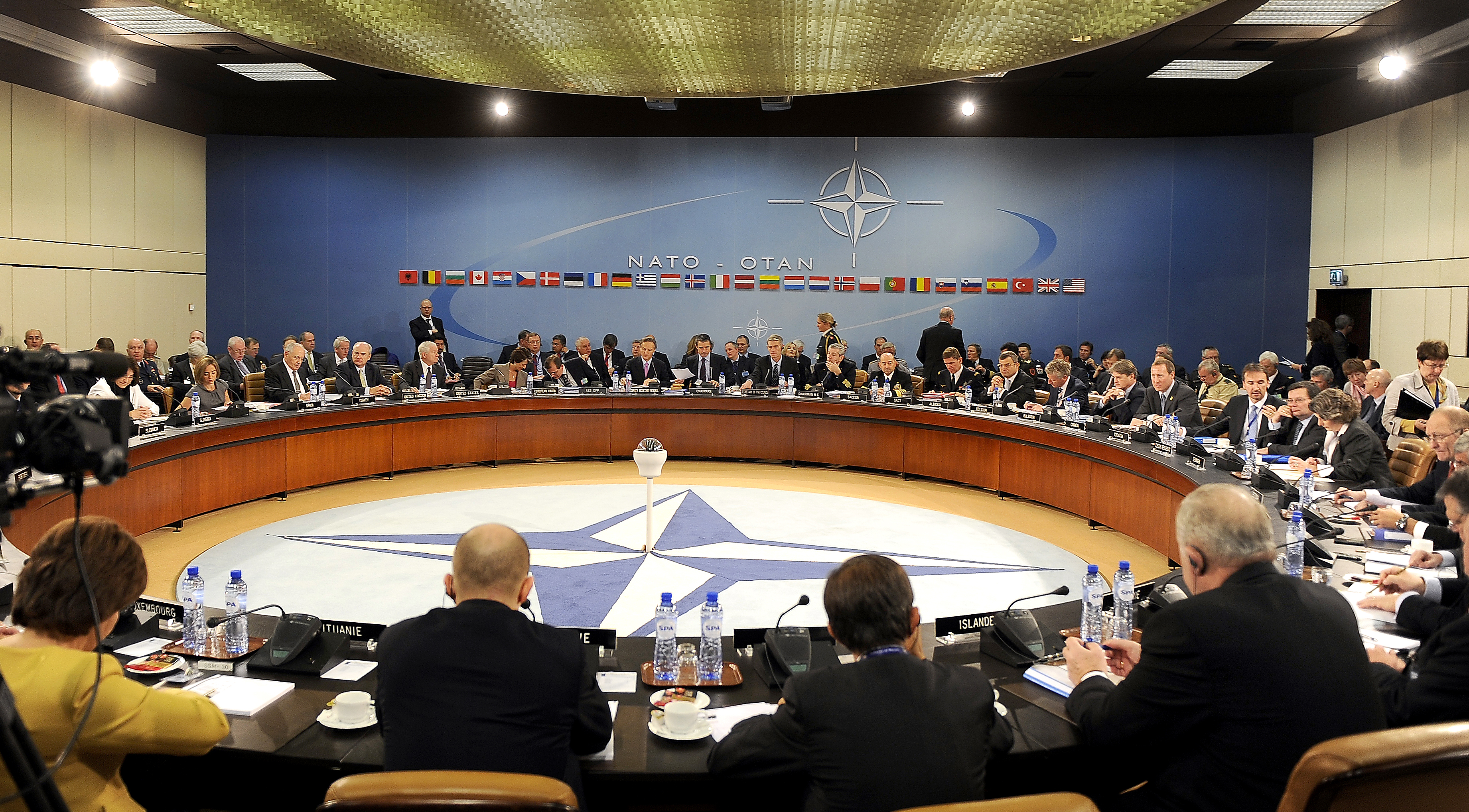
Reunión del Consejo del Atlántico Norte en la sede de la OTAN el 14 de octubre de 2010.

El Consejo del Atlántico Norte, también conocido como Consejo Atlántico, es el principal órgano de decisión política de la Organización del Tratado del Atlántico Norte (OTAN). Fue establecido por el artículo 9 del Tratado del Atlántico Norte y está formado por delegaciones de todos los países miembros, con el secretario general de la OTAN a la cabeza. Tiene su sede permanente en Bruselas, Bélgica.

## Reuniones
El Consejo se reúne dos veces a la semana: los martes, en un almuerzo informal; y los miércoles, en un almuerzo más formal y en el que se toman las decisiones más importantes. De vez en cuando el Consejo se reúne a más altos niveles, y en él participan los ministros de Asuntos Exteriores, de Defensa o los jefes de Estado o de Gobierno, siendo estas reuniones donde se toman las más importantes decisiones políticas de la OTAN. Es importante remarcar que ambas reuniones tienen la misma importancia en cuanto a la dirección política de la OTAN, independientemente del nivel al que se reúnan.
Las reuniones del Consejo del Atlántico Norte están presididas por el secretario general de la OTAN, y, cuando se toman decisiones en esas reuniones, se tiene que llegar a la unanimidad, las decisiones no se toman aunque las vote la mayoría, ya que cada nación representada en el Consejo sigue teniendo total soberanía, siendo responsable de sus propias acciones y decisiones.